# Фройдомарксизм
Фройдомарксизм (англ. Freudo-Marxism) — це напрям філософії та соціальної теорії, що поєднує ідеї марксизму з психоаналізом Зігмунда Фройда. Він досліджує, як несвідомі психологічні процеси впливають на соціальні відносини, і намагається пояснити, чому люди приймають ідеології, що суперечать їхнім інтересам. Представниками цього напряму були Герберт Маркузе, Вільгельм Райх, Еріх Фромм.

## Ранній фройдомарксизм
Вільгельм Райх (1897—1957) — австрійський психоаналітик, фройдомарксист і соціальний теоретик. Він поєднував ідеї Маркса та Фройда, вважаючи, що економічне гноблення тісно пов'язане з сексуальними репресіями. Райх вважав, що придушення сексуальності сприяє авторитаризму та пасивності мас. Він розробив концепцію «оргонної енергії» — універсальної життєвої сили, яку намагався досліджувати за допомогою своїх експериментів. Його роботи, зокрема «Сексуальна революція» і «Масова психологія фашизму», мали значний вплив на контркультурні рухи ХХ століття.

## Франкфуртська школа
Франкфуртська школа — це напрям критичної теорії, що виник у 1920-х роках у Німеччині. Її представники поєднали марксизм, психоаналіз і соціальну філософію для аналізу суспільства, культури та влади. Вони критикували капіталізм, фашизм і масову культуру як інструмент маніпуляції. Головні фігури: Макс Горкгаймер, Теодор Адорно, Герберт Маркузе, Еріх Фромм. Вони розробили концепцію «індустрії культури», що пояснює, як медіа та розваги формують суспільну свідомість і підтримують статус-кво.
У своїй роботі «Ерос та цивілізація: філософське дослідження про Фройда» Герберт Маркузе розвивав ідеї про винність культури за страждання людей, придушення їх прагнень до щастя і насолоди життям. Він писав про необхідність створення «нерепрессівной цивілізації», в умовах якої діяльність і поведінку людей будуть управлятися «життєвою енергією любові». Самі потреби і потяги людей як початкові витоки їх соціальної активності зазнають істотних змін, стануть більш шляхетними. У цьому плані Г. Маркузе говорив про революцію потреб, в результаті якої стане розвиватися нова культура, заснована повністю на принципах гуманізму, службовка благу людей. Її він називав контркультурой, тобто відкрито протистоїть сучасної, на його думку, антигуманної культурі і виключає будь-яке пристосування до неї.
Еріх Фромм критикував як ортодоксальний марксизм за економічний детермінізм, і класичний фройдизм за біологізм. Фромм вважав, що капіталізм формує відчужену, авторитарну та конформну особистість, придушуючи природні прагнення любові, творчості та свободи. Замість придушення бажань (як у Фройда) Фромм бачив проблему у соціальних структурах, які спотворюють психічний розвиток. Вихід він бачив у гуманістичному соціалізмі, де людина вільна, автономен і діє з внутрішньої потреби до самореалізації, а не під впливом зовнішнього тиску.

## Фройдомарксизм Славоя Жижека
Жижек аналізує, як несвідомі бажання та фантазми формують ідеологію, а капіталізм використовує їх для підтримки своєї влади. Він критикує як неоліберальний капіталізм, і традиційні ліві рухи, показуючи, як ідеологія проникає у повсякденне життя. Основна ідея — звільнення можливе лише через усвідомлення та підрив ідеологічних механізмів, які керують нашим уявним та бажаннями.